# Thickskin
Thickskin —en español: Piel gruesa— es el cuarto álbum de estudio de la banda estadounidense de hard rock Skid Row, lanzado en 2003, y el primero en el que el vocalista Sebastian Bach no participa, siendo reemplazado por Johnny Solinger. El baterista Rob Affuso también salió de la agrupación, reemplazado por el ex-Saigon Kick, Phil Varone. El disco se ubicó en la posición No. 46 en la lista de éxitos Top Independent. Ese mismo año fue publicado un DVD documental titulado Under the Skin, con entrevistas, vídeos musicales y algunas presentaciones en vivo de la nueva formación de Skid Row.

## Lista de canciones
1. "New Generation"
2. "Ghost"
3. "Swallow Me"
4. "Born a Beggar"
5. "Thick Is the Skin"
6. "See You Around"
7. "Mouth of Voodoo"
8. "One Light"
9. "I Remember You Two"
10. "Lamb"
11. "Down from Underground"
12. "Hittin' a Wall"

## Miembros
- Johnny Solinger – Voz
- Dave Sabo – Guitarra
- Scotti Hill – Guitarra
- Rachel Bolan – Bajo
- Phil Varone – Batería